# Kevin Alves
Kevin Alves (Toronto, 19 de outubro de 1991) é um ator e ex-patinador artístico brasileiro canadense. Ele foi o primeiro patinador a representar o Brasil em um campeonato da ISU na categoria individual masculina (Quatro Continentes em 2008) e o primeiro brasileiro a competir em qualquer modalidade no Mundial Júnior  (2008). Ele se classificou para o programa livre em cinco competições da ISU.

## Vida pessoal
Alves nasceu em 19 de outubro de 1991 em Toronto e foi criado em Newmarket, Ontário. Sua mãe é do Brasil e seu pai é de Portugal .

## Carreira de patinador
Alves disputou o nível júnior pelo Canadá domesticamente. Ainda jovem, ele discutiu com seus pais acerca da possibilidade da mudança para competir pelo Brasil, país de origem de sua mãe. Ele começou a representar o Brasil em 2007.
Na temporada 2007-2008, Alves competiu no Campeonato dos Quatro Continentes de 2008, tornando-se o primeiro patinador a representar o Brasil em um Campeonato da ISU na categoria individual masculina, e ficou em 26º lugar. No final daquele mês, ele ficou em 36º lugar no Campeonato Mundial Júnior de 2008 e se tornou o primeiro patinador a representar o Brasil no evento.
Na temporada 2008-2009, Alves estreou no ISU Junior Grand Prix . Ele ficou em 20º lugar no evento em Courchevel, França, e em 10º no evento na Cidade do Cabo, África do Sul . Ele ficou em 16º lugar no Campeonato dos Quatro Continentes de 2009 e no mês seguinte chegou ao 37º lugar no Campeonato Mundial de 2009, onde se tornou o primeiro patinador do Brasil a competir no Mundial sênior na categoria individual masculino. O atleta passou à carreira de técnico de patinação após se despedir das competições.
Em Outubro de 2021, Kevin recebeu uma suspensão da Skate Canada que o proibiu de atuar como treinador no país após denúncias de má conduta recebidas pela organização.

## Carreira de ator e modelo
Alves começou a modelar aos 12 anos. Aos 19 anos ele começou a atuar no Armstrong Acting Studios. Desde então, ele tem atuado em programas televisivos, incluindo Warehouse 13, What's Up Warthogs, Degrassi: The Next Generation,Shadowhunters, Locke & Key e Yellowjackets.

## Resultados

### Representando o Brasil
| Internacional                             | Internacional | Internacional | Internacional | Internacional | Internacional |
| Evento                                    | 07–08         | 08-09         | 09-10         | 10-11         | 11-12         |
| ----------------------------------------- | ------------- | ------------- | ------------- | ------------- | ------------- |
| Campeonato Mundial                        |               | 37º           | 17º           |               | WD            |
| Campeonato dos Quatro Continentes.        | 19º           | 16º           | 17º           |               | 23º           |
| Troféu Nebelhorn                          |               |               | 23º           |               | WD            |
| Universiade de inverno                    |               |               |               | 19º           |               |
| Internacional: Júnior                     |               |               |               |               |               |
| Campeonato Mundial Júnior                 | 36º           |               | 19º           |               |               |
| JGP Alemanha                              |               |               | 22º           |               |               |
| JGP França                                |               | 20º           |               |               |               |
| JGP África do Sul                         |               | 10º           |               |               |               |
| JGP Estados Unidos                        |               |               | 14º           |               |               |
| JGP = Grand Prix Júnior; WD = desistência |               |               |               |               |               |

### Representando o Canadá
| Evento                           | 2006–07 | 2007-08 |
| -------------------------------- | ------- | ------- |
| Seccionais de Ontário Central    | 6º N.   | 4º J.   |
| Níveis: N. = Novato; J. = Junior |         |         |